# Liste der Biografien/Auc
Liste der Biografien |
Portal Biografien |
Personensuche
# |
A |
B |
C |
D |
E |
F |
G |
H |
I |
J |
K |
L |
M |
N |
O |
P |
Q |
R |
S |
T |
U |
V |
W |
X |
Y |
Z |
?
 
Aa |
Ab |
Ac |
Ad |
Ae |
Af |
Ag |
Ah |
Ai |
Aj |
Ak |
Al |
Am |
An |
Ao |
Ap |
Aq |
Ar |
As |
At |
Au |
Av |
Aw |
Ax |
Ay |
Az
 
Aua |
Aub |
Auc |
Aud |
Aue |
Auf |
Aug |
Auh |
Aui |
Auj |
Auk |
Aul |
Aum |
Aun |
Aup |
Aur |
Aus |
Aut |
Auv |
Auw |
Aux |
Auz
Die Liste der Biografien führt alle Personen auf, die in der deutschsprachigen Wikipedia einen Artikel haben. Dieses ist eine Teilliste mit 45 Einträgen von Personen, deren Namen mit den Buchstaben „Auc“ beginnt.

## Auc

### Auca
- Aucamp, Armand (* 1987), südafrikanischer Schauspieler
- Aucamp, Renee, südafrikanische Squashspielerin

### Auch
- Auch, August (1817–1895), deutscher Schriftsteller und Dichter
- Auch, Dieter (* 1941), deutscher Politiker (SPD), MdB
- Auch, Eva-Maria (* 1955), deutsche Orientalistin, Hochschullehrerin und Autorin
- Auch, Jacob (1765–1842), deutscher Uhrmacher und Konstrukteur wissenschaftlicher Instrumente
- Auch, Johann (* 1880), deutscher Politiker (SPD), MdL
- Auch, Susan (* 1966), kanadische Eisschnellläuferin
- Auchadow, Apti Chamsatowitsch (* 1992), russischer Gewichtheber
- Auchentaller, Armin (* 1971), italienischer Biathlontrainer
- Auchentaller, Hannah (* 2001), italienische BiathletinHannah Auchentaller (* 2001)

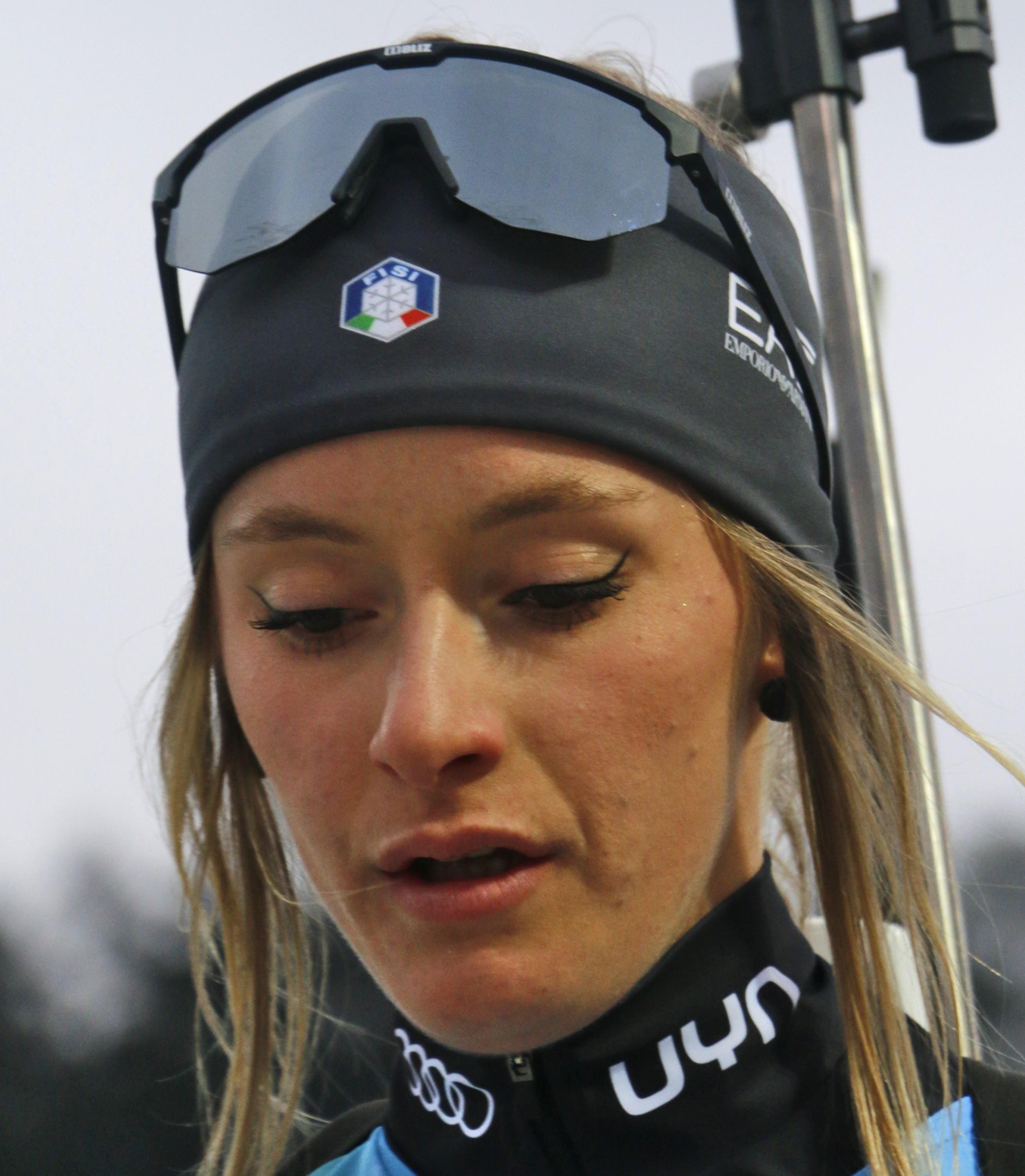
Hannah Auchentaller (* 2001)

- Auchentaller, Josef Maria (1865–1949), österreichischer Maler, Zeichner und Grafiker
- Aucher-Éloy, Pierre Martin Rémi (1792–1838), französischer Botaniker und Forschungsreisender
- Auchi, Nadhmi (* 1937), britischer Unternehmer
- Auchimowitsch, Mikalaj (1907–1996), sowjetischer Politiker (KPdSU)
- Auchincloss, Jake (* 1988), US-amerikanischer Politiker der Demokratischen Partei
- Auchincloss, James C. (1885–1976), US-amerikanischer Politiker
- Auchincloss, Louis (1917–2010), amerikanischer Schriftsteller
- Auchincloss, Murray, kanadischer Manager
- Auchinleck, Claude (1884–1981), britischer Feldmarschall während des Zweiten Weltkriegs

### Auck
- Auckenthaler, Anna, österreichische Psychologin und ehemalige Hochschullehrerin
- Auckenthaler, Fred (1899–1946), Schweizer Eishockeyspieler
- Auckenthaler, Matthias (1906–1936), österreichischer Alpinist
- Auckland, James (* 1980), britischer Tennisspieler

### Aucl
- Auclair, Alphonse (1898–1969), französischer Autorennfahrer
- Auclair, Claude (1943–1990), französischer Comiczeichner
- Auclair, Georges (1920–2004), französischer Journalist und Schriftsteller
- Auclair, Jean (* 1946), französischer Politiker (UMP), Mitglied der Nationalversammlung
- Auclair, Michel (1922–1988), französischer SchauspielerMichel Auclair (1922–1988)

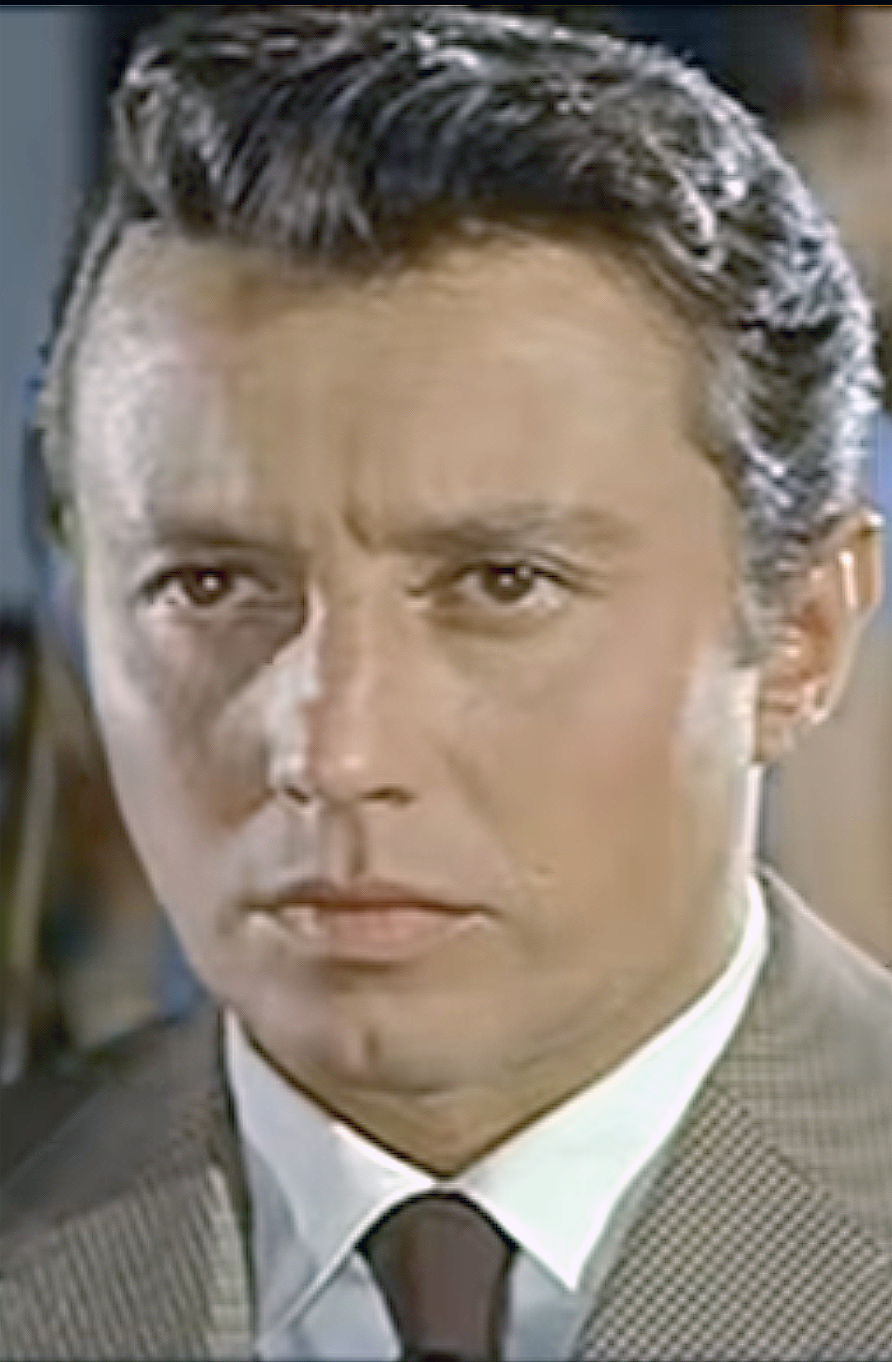
Michel Auclair (1922–1988)

- Auclert, Hubertine (1848–1914), französische Frauenrechtlerin

### Auco
- Aucoin, Adrian (* 1973), kanadischer Eishockeyspieler
- Aucoin, Bill (1943–2010), US-amerikanischer Manager
- Aucoin, Joseph (* 1957), US-amerikanischer Vizeadmiral der United States Navy
- Aucoin, Keith (* 1978), US-amerikanischer Eishockeyspieler
- AuCoin, Kelly (* 1967), US-amerikanischer Film-, Fernseh- und Theaterschauspieler
- AuCoin, Les (* 1942), US-amerikanischer Politiker
- Aucoin, Matthew (* 1990), US-amerikanischer Komponist, Pianist, Dirigent und Autor
- Aucoin, Peter (1947–2011), kanadischer Politikwissenschaftler
- Aucoin, Phil (* 1981), US-amerikanischer Eishockeyspieler
- Auconi, Ignazio (1816–1877), italienischer Priester und Generalrektor der Pallottiner
- Auconie, Sophie (* 1963), französische Politikerin (NC, UDI), MdEP
- Aucott, Ben (* 1970), britischer Autorennfahrer
- Aucouturier, Hippolyte (1876–1944), französischer RadsportlerHippolyte Aucouturier (1876–1944)

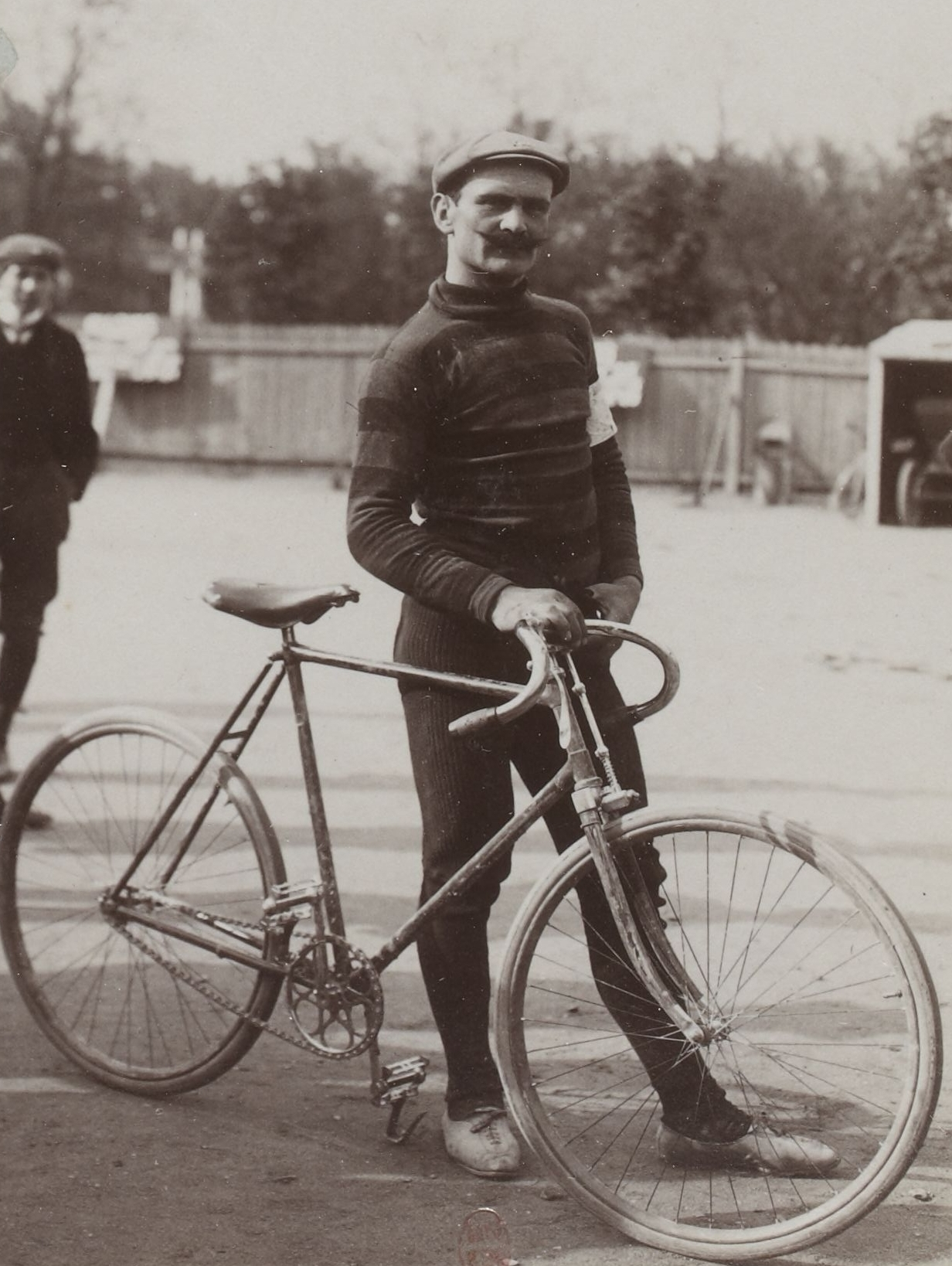
Hippolyte Aucouturier (1876–1944)

### Auct
- Auctor, Schutzpatron der Stadt Braunschweig
- Auctus, Mathias († 1543), Stadtarzt in Breslau